# Qualificazioni al campionato europeo maschile di calcio 1996 - Gruppo 3

## Classifica
| Pos | Squadra  | Pti | G | V | N | P | GF | GS | DR |
| --- | -------- | --- | - | - | - | - | -- | -- | -- |
| 1   | Svizzera | 17  | 8 | 5 | 2 | 1 | 15 | 7  | +8 |
| 2   | Turchia  | 15  | 8 | 4 | 3 | 1 | 16 | 8  | +8 |
| 3   | Svezia   | 9   | 8 | 2 | 3 | 3 | 9  | 10 | -1 |
| 4   | Ungheria | 8   | 8 | 2 | 2 | 4 | 7  | 13 | -6 |
| 5   | Islanda  | 5   | 8 | 1 | 2 | 5 | 3  | 12 | -9 |

## Risultati
| Data             | Luogo     | Squadra 1 | Risultato | Squadra 2 |
| ---------------- | --------- | --------- | --------- | --------- |
| 7 settembre 1994 | Reykjavík | Islanda   | 0 - 1     | Svezia    |
| 7 settembre 1994 | Budapest  | Ungheria  | 2 - 2     | Turchia   |
| 12 ottobre 1994  | Istanbul  | Turchia   | 5 - 0     | Islanda   |
| 12 ottobre 1994  | Berna     | Svizzera  | 4 - 2     | Svezia    |
| 16 novembre 1994 | Stoccolma | Svezia    | 2 - 0     | Ungheria  |
| 16 novembre 1994 | Losanna   | Svizzera  | 1 - 0     | Islanda   |
| 14 dicembre 1994 | Istanbul  | Turchia   | 1 - 2     | Svizzera  |
| 29 marzo 1995    | Budapest  | Ungheria  | 2 - 2     | Svizzera  |
| 29 marzo 1995    | Istanbul  | Turchia   | 2 - 1     | Svezia    |
| 26 aprile 1995   | Budapest  | Ungheria  | 1 - 0     | Svezia    |
| 26 aprile 1995   | Berna     | Svizzera  | 1 - 3     | Turchia   |
| 1º giugno 1995   | Stoccolma | Svezia    | 1 - 1     | Islanda   |
| 11 giugno 1995   | Reykjavík | Islanda   | 2 - 1     | Ungheria  |
| 16 agosto 1995   | Reykjavík | Islanda   | 0 - 2     | Svizzera  |
| 6 settembre 1995 | Göteborg  | Svezia    | 0 - 0     | Svizzera  |
| 6 settembre 1995 | Istanbul  | Turchia   | 2 - 0     | Ungheria  |
| 11 ottobre 1995  | Zurigo    | Svizzera  | 3 - 0     | Ungheria  |
| 11 ottobre 1995  | Reykjavík | Islanda   | 0 - 0     | Turchia   |
| 15 novembre 1995 | Budapest  | Ungheria  | 1 - 0     | Islanda   |
| 15 novembre 1995 | Stoccolma | Svezia    | 2 - 2     | Turchia   |